# Liste der Naturdenkmäler in Terlan
Die Liste der Naturdenkmäler in Terlan (italienisch Terlano) enthält die zwei als Naturdenkmal ausgewiesenen Objekte auf dem Gebiet der Gemeinde Terlan in Südtirol.
Basis ist das im Internet einsehbare offizielle Verzeichnis der Naturdenkmäler in Südtirol (Stand: 23. Januar 2015). Dabei kann es sich um botanische, geologische oder hydrologische Naturdenkmäler handeln. Die Reihenfolge in dieser Liste orientiert sich an der ID, alternativ ist sie auch nach dem Namen sortierbar.

## Liste
| Foto |                 | Name                                     | Standort                     | Beschreibung                            |
| ---- | --------------- | ---------------------------------------- | ---------------------------- | --------------------------------------- |
| BW   | Datei hochladen | Kornelkirsche ID: 096_G02                | 46° 30′ 53″ N, 11° 16′ 34″ O | Botanisches Naturdenkmal: Kornelkirsche |
| ja   | Datei hochladen | Unterer Vilpianer Wasserfall ID: 096_G03 | 46° 33′ 30″ N, 11° 13′ 49″ O | Hydrologisches Naturdenkmal: Wasserfall |

| Foto: | Fotografie des Naturdenkmals. Klicken des Fotos erzeugt eine vergrößerte Ansicht. Daneben finden sich zwei Symbole: |
| ID    | Identifikator bei der Abteilung Natur, Landschaft und Raumentwicklung der Südtiroler Landesverwaltung               |